# Distretto di Upper Jloh
Il distretto di Upper Jloh è un distretto della Liberia facente parte della contea di Grand Kru.